# The Endless River
The Endless River (en español: El río sin fin) es el decimoquinto y último álbum de estudio de la banda de rock progresivo Pink Floyd, lanzado al mercado el 7 de noviembre de 2014 por Parlophone. El álbum es un conjunto de outtakes de las sesiones del álbum The Division Bell (1994), Producido por David Gilmour, Youth, Andy Jackson y Phil Manzanera, el álbum fue publicado por Parlophone y Columbia Records el 10 de noviembre de 2014. Supone el primer trabajo del grupo desde la muerte del tecladista Richard Wright, y el tercero tras la marcha de Roger Waters en 1985. The Endless River es también el primer disco del grupo distribuido por Parlophone y Warner Bros. Records, después de la compra de EMI y sus activos por Universal Music Group en 2012.
Descrito como un «canto de cisne» para Richard Wright, The Endless River comprende en su mayoría música ambiental e instrumental, basada en veinte horas de material inédito de la banda. Fue escrito, grabado y producido con Wright durante las sesiones del anterior trabajo del grupo, The Division Bell, en 1994. El trabajo fue terminado a bordo del Astoria, una casa flotante y estudio de grabación propiedad de Gilmour, entre 2013 y 2014.
Pink Floyd y Parlophone lanzaron una campaña de promoción previa al lanzamiento del álbum con anuncios de televisión y réplicas de la portada del álbum colocadas en ciudades como Londres, Nueva York, París, Berlín y Milán. El concepto de la portada es de Ahmed Emad Eldin, con el diseño realizado por Styloroug

## Trasfondo

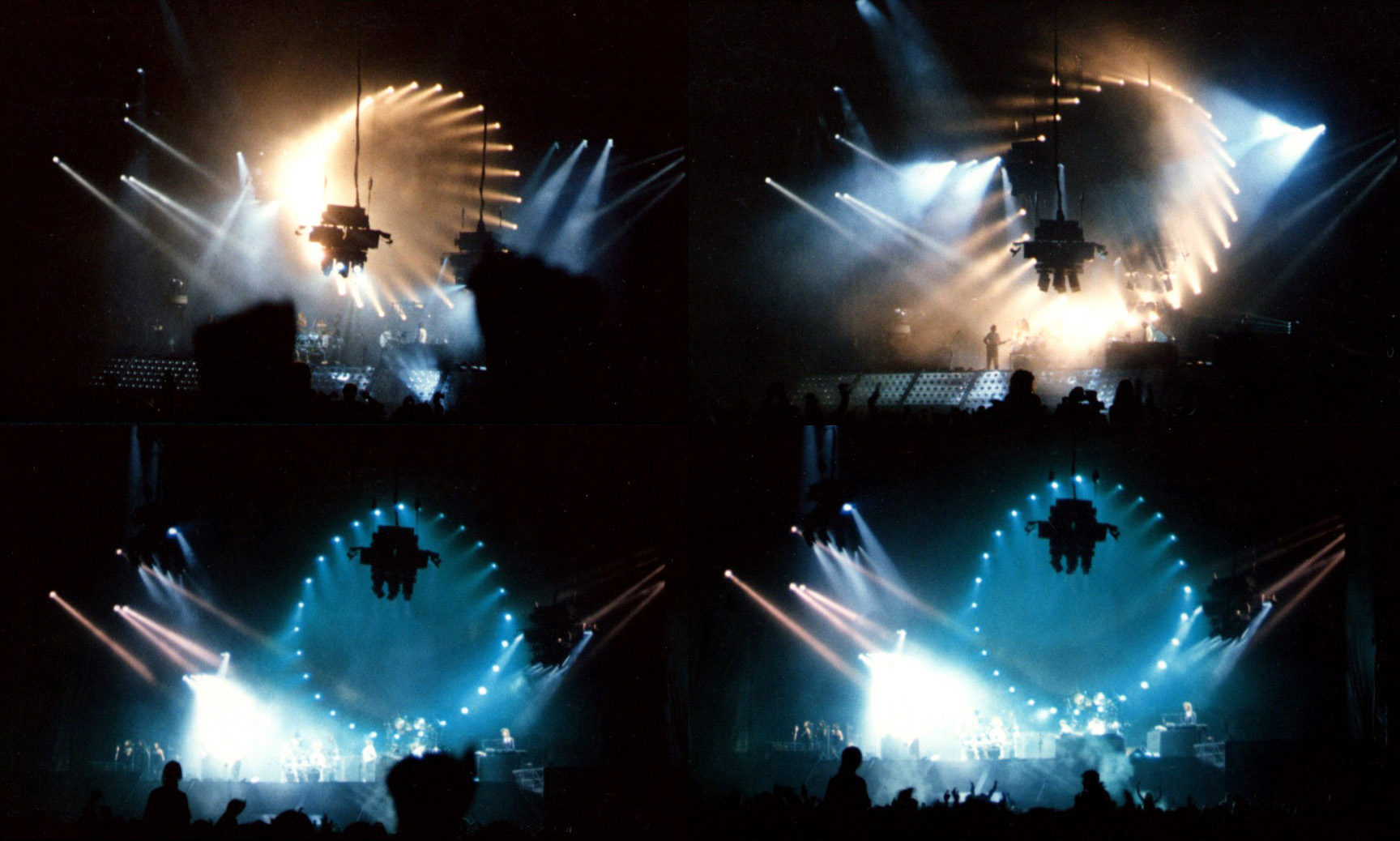
Montaje del escenario de la gira A Momentary Lapse of Reason.

Tras la marcha de Roger Waters en 1985 y el intento fallido del músico por disolver el grupo después de definirla como una «fuerza gastada», el guitarrista David Gilmour pasó a liderar el grupo junto al baterista Nick Mason. Aunque el tecladista Richard Wright fue despedido por Waters durante la grabación de The Wall, fue invitado de nuevo tras la marcha de Waters y volvió a convertirse en miembro de pleno derecho durante la grabación de The Division Bell en 1994. El grupo grabó dos discos de estudio bajo el liderazgo de Gilmour: el primero, A Momentary Lapse of Reason, fue creado con la intención de restaurar «el equilibrio más exitoso y temprano entre las letras y la música», con Gilmour afirmando que The Dark Side of the Moon y Wish You Were Here «tuvieron tanto éxito no por las contribuciones de Roger, sino también porque había un mejor equilibrio entre la música y las letras». Aunque el álbum fue recibido con críticas mixtas tras su lanzamiento, A Momentary Lapse of Reason obtuvo la misma atención que los trabajos anteriores del grupo y alcanzó el puesto tres en las listas de discos más vendidos de los Estados Unidos y el Reino Unido.
The Division Bell, el segundo de dos discos publicados bajo el liderazgo de Gilmour, fue publicado en 1994 como el último trabajo de estudio producido por el grupo hasta la edición de The Endless River. Aunque el álbum fue también recibido con mezclas mixtas de la prensa musical, alcanzó el primer puesto en las listas de ambos países. El álbum contó con una mayor participación de Wright, que durante los tres álbumes anteriores había tenido un rol reducido dentro del estudio. Con The Division Bell, sin embargo, no solo compartió por primera vez créditos en la composición de un disco desde Wish You Were Here, sino que también grabó su primera voz solista desde The Dark Side of the Moon. A petición de Gilmour, Pink Floyd se disolvió sin incidentes después de cerrar la gira The Division Bell Tour, concluyendo con casi treinta años de actividad en la industria musical.

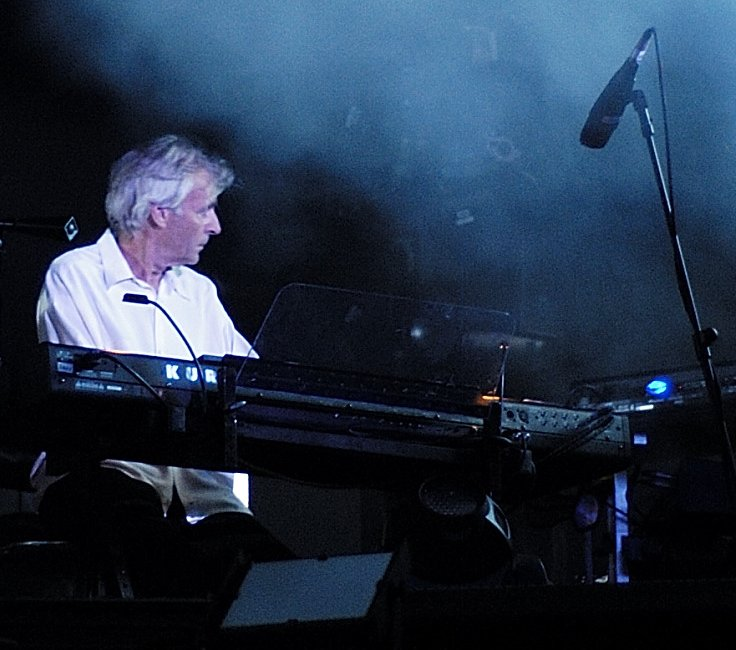
The Endless River fue publicado como un tributo a Richard Wright, miembro fundador del grupo, que falleció en 2008.

Al final de su carrera, Pink Floyd se había convertido en uno de los grupos más exitosos a nivel comercial de la historia musical, con ventas de sus álbumes que superaron los 200 millones de copias vendidas. Pink Floyd fue también incluido en el Salón de la Fama del Rock and Roll en una ceremonia que tuvo lugar el 17 de enero de 1996 y a la que acudieron Gilmour, Mason y Wright y que contó con la ausencia de Waters. En años sucesivos, el grupo editó dos recopilatorios, Echoes y A Foot in the Door, y reeditó su catálogo musical en dos cajas, Oh, By the Way y Discovery. El 2 de julio de 2005, los miembros del grupo, incluyendo a Waters, volvieron a reunirse para participar en el concierto Live 8. El evento marcó la primera y única reunión de la formación original del grupo después de la marcha de Waters dos décadas antes.
Tras la separación del grupo, Richard Wright grabó y publicó Broken China en 1996. El álbum conceptual, mayoritariamente compuesto junto a Anthony Moore y con voces de Sinéad O'Connor, obtuvo escasa atención comercial tras su lanzamiento, aunque recibió buenas reseñas de la prensa musical. Wright también ayudó a Gilmour años después en la grabación de On an Island y salió con él en la siguiente gira, apareciendo en los álbumes en directo Remember That Night y Live in Gdańsk. Sin embargo, Wright falleció el 15 de septiembre de 2008, a la edad de 65 años, a causa de un cáncer. Los primeros homenajes a Wright incluyeron declaraciones de Gilmour, Mason y Waters, así como tributos musicales de artistas como Elton John y especiales televisivos en la semana posterior a su muerte.

## Composición
The Endless River ha sido descrito por el grupo como un álbum de música ambiental e instrumental, con una única canción cantada, «Louder Than Words», cuya letra fue escrita por la esposa de Gilmour, Polly Samson, quien también comparte créditos en la composición de canciones de The Division Bell y de On an Island. Es también el primer álbum de estudio en otorgar créditos de composición a Nick Mason desde The Dark Side of the Moon, cuarenta años después.

## Grabación

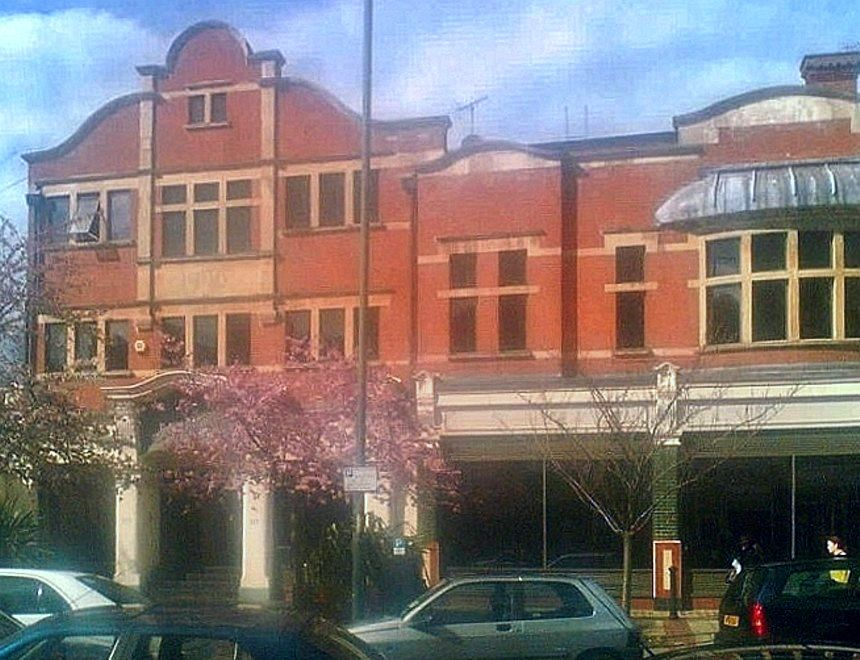
Olympic Studios, lugar donde se grabaron las demos de The Division Bell.

The Endless River está basado en material originalmente grabado en 1993 y 1994 durante las sesiones de The Division Bell, que tuvieron lugar en los Britannia Row Studios y a bordo del Astoria, donde se grabó A Momentary Lapse of Reason. Andrew Jackson, ingeniero de sonido del grupo, editó el material, descrito por Nick Mason como música ambiental, y la acortó a una hora de grabación, en una composición tentativamente titulada The Big Spliff. El grupo consideró la posibilidad de publicarla, pero fue finalmente archivada. Tras la muerte de Richard Wright, Gilmour y Mason volvieron al estudio para trabajar sobre The Big Spliff, invitando a músicos y productores para desarrollar un nuevo álbum de Pink Floyd. El proceso comenzó en 2012, cuando Gilmour solicitó a Phil Manzanera que trabajase en el material. Manzanera escuchó cerca de veinte horas de grabaciones, y junto a Jackson y al ingeniero Damon Iddins, editaron el material y construyeron cuatro piezas de catorce minutos durante un periodo de seis semanas. Poco después, Gilmour ofreció las dos primeras piezas a Youth, quien trabajó en ellas incluyendo varias partes de guitarra y bajo. En noviembre de 2013, Gilmour retomó las sesiones, trabajando con Manzanera, Youth y Jackson, mientras el músico grababa nuevas partes musicales con Mason, Gilad Atzmon y Guy Pratt.
The Endless River fue pensado originalmente como un álbum instrumental en la línea de The Big Spliff. Sin embargo, varias coristas como Durga McBroom fueron invitadas al estudio en diciembre de 2013, y el propio Gilmour cantó la voz principal en una canción, compuesta por su mujer Polly Samson. Según el propio Gilmour:

«The Endless River tiene su punto de comienzo en la música que salió de las sesiones de The Division Bell. Escuchamos casi veinte horas de nosotros tres tocando juntos y seleccionamos la música que quisimos trabajar para el nuevo álbum. A lo largo del último año hemos añadido nuevas partes, regrabado otras y generalmente aprovechado la tecnología de estudio para hacer un álbum de Pink Floyd del siglo XXI. Sin Rick, y con ello sin la oportunidad de volverlo a hacer, me sienta bien que estas canciones revisitadas y regrabadas formen parte de nuestro repertorio».

En una entrevista en marzo de 1994, Richard Wright comentó sobre las sesiones de The Division Bell:

«En realidad teníamos cuatro DAT de noventa minutos de cinco o seis horas de música. Lo más difícil fue tirar cosas y decidir lo que íbamos a trabajar. Así que tuvimos tal vez treinta o cuarenta piezas de música y trabajamos en la mayoría de ellas. Y luego tuvimos que abandonar cosas que nos encantaban, ¡sin saber cómo iba a ser el álbum! Por ejemplo, hay piezas que dejamos que creo que deberían estar ahora en el álbum. Pero las dejamos, porque no teníamos una idea clara de cómo sería el álbum. ¡Pero no se perdieron! Están en mi cabeza, están en la cabeza de Dave. Van a estar en mi álbum en solitario, en otro álbum de Pink Floyd o lo que sea».

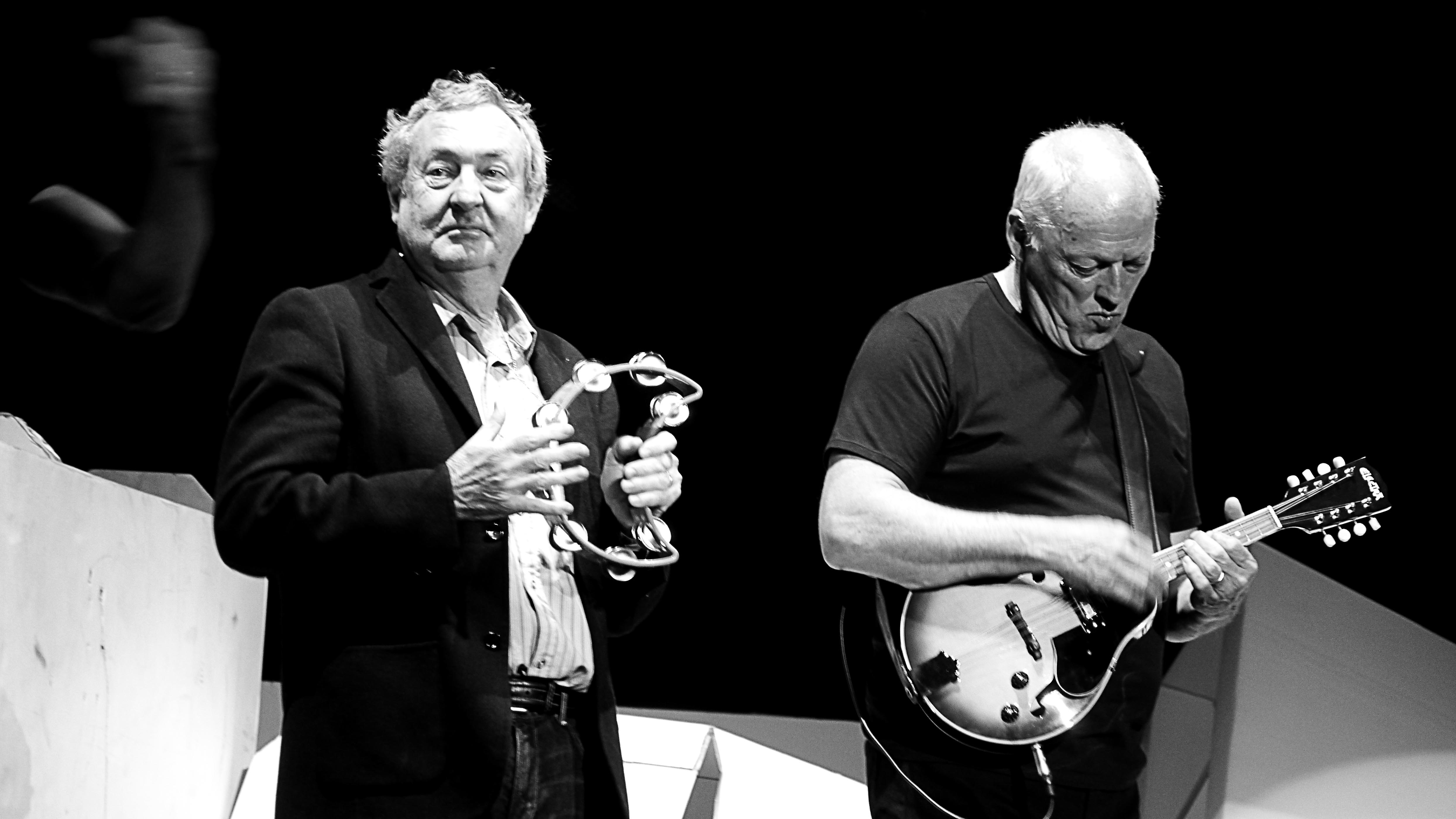
Nick Mason y David Gilmour retomaron el proyecto en 2013 con la intención de crear «un álbum de Pink Floyd del siglo XXI».

En septiembre de 2014, Gilmour y Mason aclararon que solo una pequeña parte de The Big Spliff, recopilada por Andy Jackson, aparece en The Endless River, y que no fue extraído de Soundscape, un tema extra publicado en la edición en casete del álbum en directo Pulse. El disco final está basado en cuatro piezas diferentes divididas en las correspondientes partes del disco, con la suma de partes de guitarra y batería sobregrabadas. También revelaron el título de una canción, «Louder Than Words», y la fecha de publicación el 10 de noviembre.
En un comunicado, Mason contextualizó el álbum como un homenaje a Wright: «Creo que este disco es un buen modo de reconocer lo que hizo y cómo su forma de tocar era el corazón del sonido de Pink Floyd. Volviendo a escuchar las sesiones, volví a entender lo buen teclista que era». Cuando se le preguntó si The Endless River sería el último disco del grupo, Gilmour contestó: «Sí, estoy bastante seguro que no habrá ningún tipo de sucesor después de esto». También añadió que varias sesiones inéditas de Wright grabadas para proyectos en solitario de Gilmour iban a publicarse en el futuro.

## Diseño de portada
La portada de The Endless River fue concebida por el artista egipcio Ahmed Emad Eldin y fue desarrollada digitalmente por el estudio de diseño Stylorouge. Descrita por Anthony Barnes de Press Acociation como «representando un hombre con una camisa abierta atravesando un mar de nubes hacia el resplandor del sol», supone el cuarto álbum del grupo que no incluye el diseño de Storm Thorgerson, fundador de Hipgnosis, quien murió en 2013. Con la excepción de The Piper at the Gates of Dawn, The Wall y The Final Cut, el resto de las portadas de Pink Floyd fueron creadas por Thorgerson.
Ahmed Emad Eldin fue descubierto por Powell y su equipo después de visitar sus galerías en páginas web como Behance, donde expuso sus obras de arte al público. Eldin fue posteriormente contratado para crear el diseño de The Endless River. El artista, seguidor del grupo, aceptó la oferta con entusiasmo. Eldin habló sobre su inspiración para sus obras en The Independent, donde comentó que «pensar sobre la vida y la naturaleza y lo que está más allá del mundo y nunca hemos visto es suficiente para crear millones de sentimientos diferentes. Primero, dibujé un boceto de lo que está en mi mente, después empecé a simular el boceto y la idea con imágenes reales, y eso se llama manipulación fotográfica». El diseño fue bien recibido por Powell, quien afirmó que cuando él y su equipo vieron que el concepto de Ahmed, éste tenía «una resonancia instantánea floydiana», y lo describieron como «enigmático y abierto a interpretaciones».
El título del álbum apareció anteriormente en la letra del último sencillo de The Division Bell, «High Hopes»: «The water flowing / The endless river / Forever and ever». Gilmour mencionó que nombrarlo The Endless River sugería «algún tipo de continuación» conectando los dos discos, dado que procedían de las mismas sesiones.

## Promoción

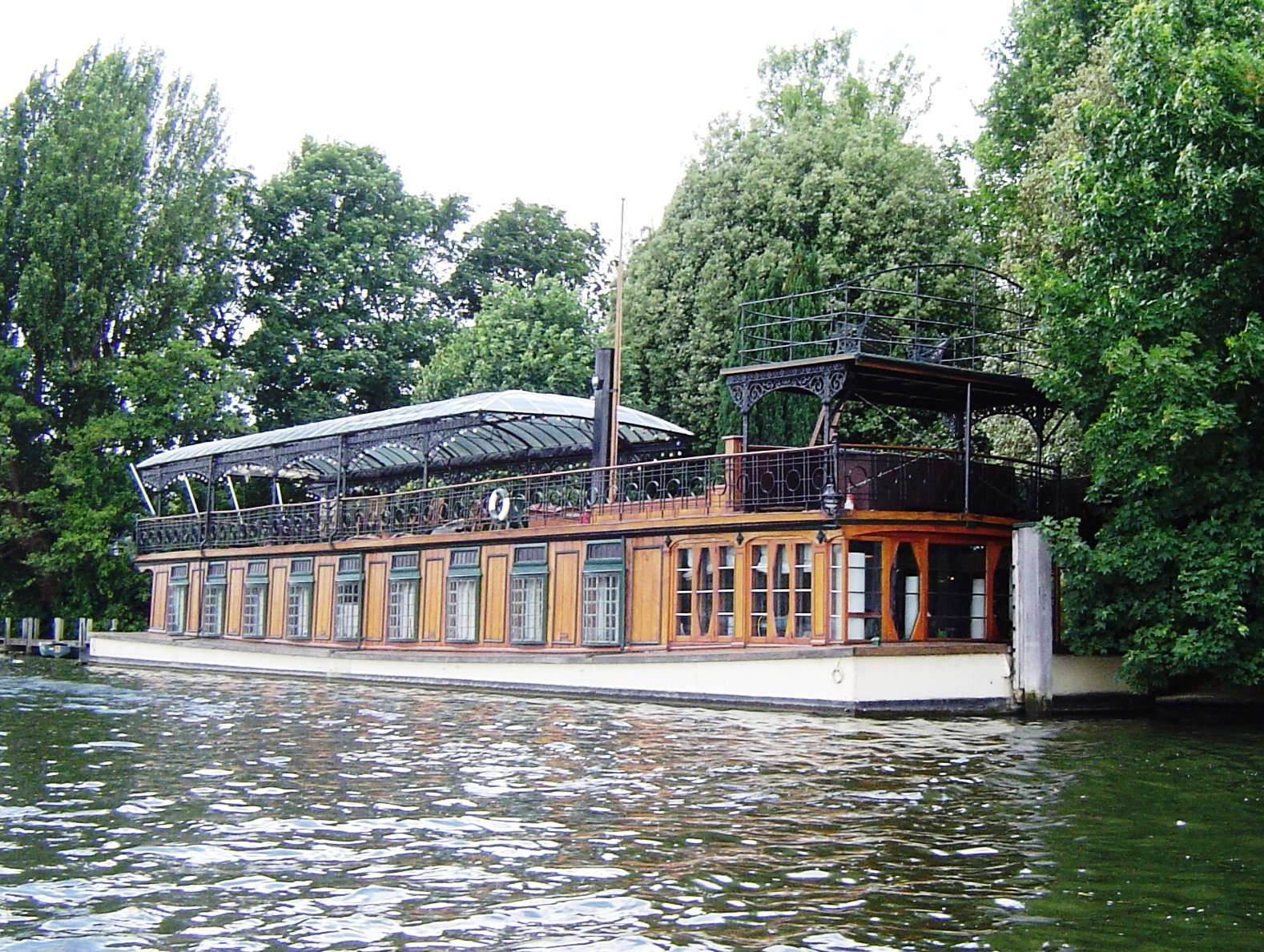
Parte de The Endless River fue grabado en el Astoria, barco propiedad de David Gilmour que cuenta con un estudio de grabación.

The Endless River es el segundo álbum de Pink Floyd distribuido por Parlophone, después de la edición conmemorativa de The Division Bell publicada a comienzos de 2014. El álbum marca también el primer trabajo bajo la nueva discográfica: su anterior disco, The Division Bell, así como los siguientes discos en directo y recopilatorios, fueron publicados por EMI en Europa y por Columbia Records en el resto del mundo. El grupo, junto a otros artistas de EMI, quedaron atrapados en la venta de la empresa a Universal Music Group, que duró entre 2011 y 2013. La Comisión Europea y la Federal Trade Commision, después de una revisión de Citigroup sobre la venta de la empresa, aprobó el acuerdo de Universal para comprar EMI, aunque con la condición de vender parte de los activos de EMI. Debido a ello, Pink Floyd, junto a otras bandas de EMI, fueron transferidas a diferentes sellos discográficos durante la compra de la empresa. Así, el sello Parlophone fue uno de los varios bienes vendidos a Universal tras la adquisición de EMI. En 2013, Warner Music Group llegó a un acuerdo con Universal para comprar la etiqueta Parlophone de EMI, adquiriendo los derechos de publicación del catálogo musical de Pink Floyd y futuros proyectos del grupo.
El 5 de julio de 2014, un tuit publicado por Polly Samson, mujer de David Gilmour, filtró información sobre un nuevo disco de Pink Floyd, así como su título y la intención de publicarlo en octubre de 2014. Antes de la filtración, no existía ninguna información ni especulación sobre un posible trabajo del grupo. El anuncio hecho por Samson fue seguido poco después por otro de la vocalista Durga McBroom, quien publicó una foto junto a Gilmour en el estudio de grabación. Detalles sobre The Endless River fueron confirmados por el grupo el 7 de julio con un comunicado a través de su página web.
Finalmente, The Endless River fue presentado formalmente por el grupo y por Parlophone el 22 de septiembre, fecha en la que revelaron el lanzamiento, el diseño del álbum y la lista de canciones. La preventa del álbum en sus respectivos formatos físico y digital comenzaron el mismo día. La presentación de The Endless River fue acompañada por la apertura de una página web promocional, que sirvió como web intersticial a la de Pink Floyd. La web incluyó fotografías de las sesiones de The Division Bell, detalles sobre la preventa y dos teaser, uno con treinta segundos de "It's What We Do", y un anuncio de televisión. En una mayor promoción del álbum, se instalaron ilustraciones del álbum en varias ciudades del mundo, incluyendo una valla publicitaria de ocho metros de altura en Londres y varios pósteres a gran escala en ciudades como Berlín, París, Los Ángeles, Milán, Nueva York y Sídney.
«Louder Than Words», el primer sencillo del álbum, fue estrenado en el programa de Chris Evans en BBC Radio 2. Mason y Gilmour también fueron entrevistados en el canal BBC Radio 6 Music para promocionar el álbum y discutir las contribuciones de Wright. El 4 de noviembre, la canción «Allons-y (1)» fue publicada como descarga digital en la tienda iTunes, disponible de forma gratuita para quienes reservaron la edición digital del álbum.

## Recepción
En la semana anterior a su lanzamiento, The Endless River desplazó al álbum de One Direction Four como el disco con más reservas de todos los tiempos en Amazon. Debutó en el primer puesto de la lista UK Albums Chart, con un total de 139 000 copias vendidas, convirtiéndolo en el tercer disco mejor vendido de 2014 y en el sexto álbum de Pink Floyd en llegar al número uno en el país. The Endless River también debutó en el primer puesto de las listas de discos de varios países, incluyendo Irlanda, Bélgica, Nueva Zelanda y los Países Bajos.

## Lista de canciones
| Cara A |                      |          |  |
| N.º    | Título               | Duración |  |
| 1.     | «Things Left Unsaid» | 4:24     |  |
| 2.     | «It's What We Do»    | 6:21     |  |
| 3.     | «Ebb and Flow»       | 1:56     |  |

| Cara B |           |          |  |
| N.º    | Título    | Duración |  |
| 4.     | «Sum»     | 4:49     |  |
| 5.     | «Skins»   | 2:37     |  |
| 6.     | «Unsung»  | 1:06     |  |
| 7.     | «Anisina» | 3:15     |  |

| Cara C |                                |          |  |
| N.º    | Título                         | Duración |  |
| 8.     | «The Lost Art of Conversation» | 1:43     |  |
| 9.     | «On Noodle Street»             | 1:42     |  |
| 10.    | «Night Light»                  | 1:42     |  |
| 11.    | «Allons-y (1)»                 | 1:56     |  |
| 12.    | «Autumn '68»                   | 1:35     |  |
| 13.    | «Allons-y (2)»                 | 1:35     |  |
| 14.    | «Talkin' Hawkin'»              | 3:25     |  |

| Cara D |                     |          |  |
| N.º    | Título              | Duración |  |
| 15.    | «Calling»           | 3:38     |  |
| 16.    | «Eyes to Pearls»    | 1:51     |  |
| 17.    | «Surfacing»         | 2:46     |  |
| 18.    | «Louder than Words» | 6:32     |  |

| Edición deluxe |                      |          |  |
| N.º            | Título               | Duración |  |
| 19.            | «TBS9»               | 2:27     |  |
| 20.            | «TBS14»              | 4:11     |  |
| 21.            | «Nervana»            | 5:39     |  |
| 22.            | «Anisina» (video)    | 2:49     |  |
| 23.            | «Untitled» (video)   | 1:22     |  |
| 24.            | «Evrika (A)» (video) | 5:58     |  |
| 25.            | «Nervana» (video)    | 5:32     |  |
| 26.            | «Allons-y» (video)   | 6:00     |  |
| 27.            | «Evrika (B)» (video) | 5:33     |  |

| Canciones tomadas del bootleg: Secret Rarities |                                         |          |  |
| N.º                                            | Título                                  | Duración |  |
| 19.                                            | «Untitled #3 (Demo 1993)»               | 2:32     |  |
| 20.                                            | «Untitled #4 (Demo 1993)»               | 3:39     |  |
| 21.                                            | «Untitled #1 (Ouutake 1993)»            | 5:57     |  |
| 22.                                            | «Wearing The Inside Out (Outtake 1993)» | 2:41     |  |

## Certificaciones
| País   | Organismo certificador | Certificación    | Ventas certificadas | Ref.   |
| ------ | ---------------------- | ---------------- | ------------------- | ------ |
| México | AMPROFON               | 3× Platino + Oro | 210,000             | [ 46 ] |

## Personal
| Pink Floyd - David Gilmour: guitarra, voz, teclados y bajo - Nick Mason: batería y percusión - Richard Wright: órganos Hammond y Farfisa, piano, sintetizadores y teclados Otros músicos - Guy Pratt: bajo - Bob Ezrin: bajo - Jon Carin: teclados - Damon Iddins: teclados - Gilad Atzmon: saxofón tenor y clarinete - Chantal Leverton: viola - Victoria Lyon: violín - Helen Nash: chelo - Honor Watson: violín - Durga McBroom: coros - Louise Marshal: coros - Sarah Brown: coros - Stephen Hawking: sample de voz | Equipo técnico - David Gilmour: productor - Phil Manzanera: productor - Youth: productor - Andrew Jackson: productor e ingeniero de sonido - Damon Iddins: ingeniero de sonido - Aubrey Powell: director creativo - Stylorouge: diseño de álbum - Ahmed Emad Eldin: concepto de portada |